# Patrick McQuaid
Patrick "Pat" McQuaid, nascido a 5 de setembro 1949 em Dublin, é um ex-ciclista irlandês. Anos após retirar-se, foi presidente da União Ciclista Internacional (UCI), desde 23 de setembro de 2005 até 27 de setembro de 2013.

## Biografia
McQuaid vem de uma família de ciclistas. O seu pai, Jim McQuaid e o seu irmão Keiron também foram ciclistas.

### Carreira desportiva
Competiu entre 1966 e 1982, começando como amador para ao final da sua carreira desportiva, converter-se em profissional e competir a nível internacional.
Foi campeão da Irlanda em estrada em 1974 e de carreiras em seu país como o Tour da Irlanda (1975 e 1976).
Já cerca do final de sua carreira (1978-1979), correu para a equipa profissional britânico Viking-Campagnolo.
McQuaid chegou a coincidir com um jovem Sean Kelly. Em algumas ocasiões foram parceiros na equipa nacional da Irlanda durante a década de 1970. Ambos tinham a esperança de ser seleccionados para competir nos Jogos Olímpicos de 1976, mas foram excluídos após correr de anónimos e ser descobertos numa carreira na África do Sul, quando esse país era então objeto de um boicote no desporto devido à sua política de apartheid.

### Dirigente desportivo
Depois do final da sua carreira desportiva, Patrick McQuaid, continuou envolvido no ciclismo ao converter-se em 1985 em organizador de carreiras. Foi o promotor de carreiras na Ásia como o Tour de Langkawi, o Tour da China e o Tour das Filipinas.
Além desta atividade, foi treinador da Federação de Ciclismo da Irlanda (1983-1986) e finalmente Presidente da mesma Federação (1994-1998).
Em 1998 foi eleito para representar a Irlanda na União Ciclista Internacional (UCI). Membro do Conselho desta organização, desde então, ele era Presidente da Comissão Via (1998-2005), antes de ser eleito Presidente da UCI em 2005.

### Presidente da UCI
Como presidente da UCI, Patrick McQuaid, tem estado comprometido na luta contra o dopagem e em expandir o ciclismo a todos os continentes, criando carreiras para o UCI WorldTour como o Tour de Pequim (China) e os Grandes Prêmios de Quebec e Montreal (Canadá).
Durante a sua presidência um dos factos mais destacados foi o duro confronto com os organizadores das Grandes Voltas, Amaury Sport Organisation (Tour de France e o 49% da Volta a Espanha), RCS Sports (Giro d'Italia) e Unipublic (51% da Volta a Espanha).

## Palmarés
| 1970 - 1 etapa do Tour da Irlanda 1974 - Campeonato da Irlanda em Estrada - 2 etapas do FBD Insurance Rás - 1 etapa do Tour da Irlanda 1975 - 2 etapas do Rapport Toer - Tour da Irlanda, mais 1 etapa | 1976 - Tour da Irlanda 1980 - 1 etapa do FBD Insurance Rás |